# Inmigración egipcia en Chile
La inmigración egipcia en Chile hace referencia al movimiento migratorio intercontinental de ciudadanos de nacionalidad egipcia o provenientes de la República Árabe de Egipto hacia la República de Chile. Pese a no ser cuantitativamente una comunidad significativa, es una de las más numerosas de la inmigración africana en el país, entendida como la emigración de personas nacidas en África que llegaron directamente al país de América del Sur. Asimismo, estos inmigrantes también forman parte en su mayoría de la diáspora árabe en Chile.  

## Historia
Existen teorías vinculadas al poblamiento de América de que navegantes provenientes del Antiguo Egipto llegaron a las costas chilenas, además de posibles vínculos entre los pueblos amerindios y los antiguos egipcios. Según el investigador y escritor, Óscar Fonck Sieveking, quien publicó el libro Vikingos y Berberiscos, planteó la hipótesis de que durante el siglo III a. C., un grupo de navegantes ordenados por Ptolomeo III, iniciaron una expedición que los hizo cruzar el océano Pacífico y los llevó a las costas chilenas, donde habrían construido en piedra un reloj de sol y un sarcófago en las proximidades del sector de Lo Gallardo, en la desembocadura del río Aconcagua, entre las comunas de Santo Domingo y San Antonio, en la Región de Valparaíso. Hasta ahora no se ha podido acreditar científicamente la veracidad de los antecedentes y forma parte del folclore local como una leyenda.
Pese a que hasta ahora no se ha investigado quién fue el primer ciudadano egipcio en radicarse en el actual territorio chileno, se asume que fue parte de la oleada migratoria de árabes ocurrida después de la independencia del país del Imperio español, particularmente entre fines del siglo XIX y comienzos del XX, en Santiago, las ciudades portuarias de Valparaíso, Antofagasta, e Iquique, como también en La Serena, Concepción y Talca, entre otras. Se cuenta con registros de pasajeros que abordaron barcos desde el puerto de Alejandría con destino a puertos en Chile, siendo este uno de los puntos de salida más utilizados por la comunidad árabe para su llegada a Sudamérica. Debido a su ubicación estratégica, estos viajeros provenían tanto del Norte de África como de la región de Oriente Medio (MENA).

## Cultura egipcia
En relación a la difusión de aspectos culturales de Egipto en Chile, se cuentan elementos de la arquitectura, gastronomía, música, danza, entre otros aspectos. En 1885 fue comprada por el gobierno chileno la primera momia egipcia con su sarcófago, por gestión del director del Museo Nacional de Historia Natural de Chile, Rodulfo Amando Philippi, con el objeto de que fuera exhibida para todo el público visitante. Diferentes instituciones académicas y socioculturales se encargan de estudiar y difundir la egiptología en el país, entre ellas, la Sociedad de Estudios Egiptológicos de Chile (SEECH) y el Departamento de Egiptología de la Asociación Chilena de Estudios del Próximo Oriente Antiguo. Con respecto a la danza, el Festival Raks El Hob es un evento celebrado en Santiago que incluyen bailes tradicionales originarios de Egipto y otros países del mundo árabe.
Respecto a asuntos religiosos, los egipcios musulmanes han establecido vínculos con las comunidades islámicas chilenas. Por otro lado, los egipcios miembros de la comunidad cristiana, conocidos como coptos, se encuentran vinculados en su mayoría a la Iglesia copta ortodoxa, por lo que al no contar con una iglesia propia en el país, han establecido conexiones con otras iglesias del cristianismo ortodoxo en Chile. Asimismo, los integrantes de la Iglesia católica copta han fortalecido sus relaciones con la Iglesia católica en Chile.